# فرودگاه اومئو
فرودگاه اومئو (به انگلیسی: Umeå Airport) یک فرودگاه همگانی باربری با کد یاتا UME است که یک باند فرود آسفالت دارد و طول باند آن ۲۳۰۲ متر است. این فرودگاه در شهر اومئو کشور سوئد قرار دارد و در ارتفاع ۷ متری از سطح دریا واقع شده‌است.

## شرکت‌های هواپیمایی و مقصدهای پروازی
| شرکت‌های هواپیمایی                           | مقصدهای پروازی                                                    |
| ------------------------------------------- | ----------------------------------------------------------------- |
| ایجین ایرلاینز                              | چارتر فصلی: خانیا                                                 |
| بی‌اچ ایر                                    | چارتر فصلی: بورگاس                                                |
| BRA Braathens Regional Airlines             | گوتنبرگ-لاندوتر (پایان در ۲۳ ژوئن ۲۰۱۷)، استکهلم-بروما            |
| دایرکتفلایگ اجرا توسط AIS Airlines          | آره اوستشوند (PSO)                                                |
| فن‌ایر اجرا توسط Braathens Regional Aviation | هلسینکی                                                           |
| فن‌ایر اجرا توسط نوردیک رجیونال ایرلاینز     | واسا                                                              |
| Germania                                    | چارتر فصلی: دوسلدورف                                              |
| نروجین ایر شاتل                             | استکهلم-آرلاندا فصلی: آلیکانته-الچه، گرن کناریا                   |
| هواپیمایی اسکاندیناوی                       | استکهلم-آرلاندا، کیرونا فصلی: گوتنبرگ-لاندوتر چارتر فصلی: لارناکا |